# Braunsia bipunctata
Braunsia bipunctata är en stekelart som beskrevs av Günther Enderlein 1906. Braunsia bipunctata ingår i släktet Braunsia och familjen bracksteklar. Inga underarter finns listade.